# 杰茜卡·克拉克
杰茜卡·克拉克（英語：Jessica Clarke，1989年5月5日—），英国女子足球运动员，场上位置是前锋。她曾代表英格兰代表队参加2011年国际足联女子世界杯，结果队伍止步八强赛。